# Teofane Confessore
Teofane detto Confessore o Isauro (in lingua greca: Θεοφάνης Ὀμολογητής; Costantinopoli, 758 – Samotracia, 12 marzo 817) è stato uno storico bizantino.
Fu un aristocratico bizantino divenuto asceta e monaco. Famoso per una Cronaca, continuazione di quella di Giorgio Sincello. È venerato come santo sia dai cattolici, sia dagli ortodossi.

## Biografia
Teofane nacque nel 758 in una famiglia benestante e iconodula, ossia senza pregiudizi sull'uso delle immagini. I suoi genitori si chiamavano Isacco (governatore del tema del Mar Egeo) e Theodora, ed erano favorevoli al culto delle immagini. Nonostante ciò ottennero la fiducia dell'Imperatore iconoclasta Costantino V che provvide all'educazione del giovane Teofane, una volta divenuto orfano a tre anni. Teofane venne poi nominato, durante il regno di Costantino V e del suo successore Leone IV, spatharios, una carica onorifica. Divenne inoltre strator (attendente) e supervisionò la ricostruzione di Cizico, una fortezza dell'Anatolia. Si sposò con Megalo, discendente da una famiglia patrizia, anche se il loro matrimonio durò poco: infatti, dopo la morte di Leone IV prese il potere la moglie di questi, Irene d'Atene, che si proclamò Imperatrice dei Romei, dando la possibilità a Teofane di finire la persecuzione contro i monaci e i due sposi decisero di separarsi e di diventare monaci. Teofane con questa scelta rinunciò alle sue ricchezze, che comprendevano vasti possedimenti in Bitinia e molti schiavi.
Solo Teofane nella sua Cronaca, pur lodando nel suo complesso la figura di Irene, sembrò aver realizzato la gravità del crimine con cui essa aveva preso il potere; così infatti descrive il giorno in cui l'imperatrice fece accecare il figlio, Costantino VI:
(Teofane, Cronaca)
Teofane, quindi, fondò un monastero nei dintorni di Sigriane e qui visse fino all'815-816, scrivendo una Cronaca che arriva fino all'anno 813. Quando, con l'ascesa al potere di Leone V (813-820) la lotta contro le immagini sacre riprese vigore, Teofane, anticonoclasta, si oppose a questa nuova politica e fu punito per questo con l'esilio a Samotracia, dove morì nell'817.

## Opera
Scrisse una Cronaca che narra la storia dell'Impero romano/bizantino dall'anno 284 all'anno 813, cioè da Diocleziano a Leone V. L'opera prosegue la cronaca di Giorgio Sincello, che narrava la storia del mondo dalla sua creazione fino all'anno 284. Secondo alcune tesi, l'opera sarebbe stata composta non più tardi dell'anno 814 perché descrive l'Imperatore Leone V come un imperatore "pio" e "legittimo", quindi non doveva essere ancora iniziata la persecuzione degli anticonoclasti in seguito alla quale anche Teofane venne esiliato. Tuttavia c'è un passo dell'opera in cui l'autore sembra riferirsi implicitamente alla politica iconoclasta di Leone V, quindi potrebbe essere stata completata dopo tale persecuzione. Inoltre l'autore definì "pio" anche Leone III, l'Imperatore che diede vita alla controversia iconoclastica.
Ogni capitolo dell'opera narra un anno della storia del mondo e dell'Impero; l'anno è espresso sia in anni mundi (con anno zero la creazione del mondo avvenuta secondo i Bizantini nell'anno 5493 a.C.) sia in anni domini (con anno zero la nascita di Cristo). Va detto che gli anni domini riportati nell'originale sono errati (es. l'anno 595 secondo l'opera di Teofane corrisponde all'anno 602/603) e sono stati poi corretti nelle edizioni moderne dell'opera.  Dato che l'anno bizantino inizia a settembre ogni anno dell'opera di Teofane si sovrappone a due anni della nostra datazione. All'inizio di ogni capitolo, oltre all'anno, Teofane riporta anche gli anni di regno dell'Imperatore d'Oriente, di quello sasanide, del califfo arabo e dei vari patriarchi (compreso il Papa).
Ostrogorsky ha confrontato le date fornite da Teofane per l'ascesa di imperatori, patriarchi ecc. con altre fonti e ha concluso che le date che Teofane ci fornisce utilizzando le indizioni sono corrette mentre le date a inizio capitolo non lo sono sempre: infatti dall'anno 6102 (che dovrebbe corrispondere al 609/610 dell'era cristiana ma in realtà corrisponde all'anno 610/611) all'anno 6265 (che dovrebbe corrispondere all'anno 772/773 ma in realtà è il 773/774) le date riportate sono indietro di un anno rispetto a quelle reali; questo però non vale per il periodo 6207-6218 dove gli errori di datazione di Teofane si cancellano a vicenda.
Il linguaggio utilizzato nell'opera è lontano da quello greco classico e più vicino a quello dell'epoca. Si nota ad esempio l'uso frequente di genitivi assoluti con lo stesso soggetto come verbo principale delle frasi. Si notano anche differenze nell'uso delle preposizioni:  l'autore non fa distinzione tra εὶς (accusativo) e ὲν (dativo). Anche il frasario utilizzato da Teofane è per lo più vicino al greco dell'epoca e questo diventa sempre più evidente man mano che l'autore, nella narrazione, racconta avvenimenti prossimi alla propria epoca. 
La cronaca di Teofane è importante soprattutto per la narrazione del periodo 602-813 del quale sopravvivono poche fonti. Teofane utilizzò come fonti i poemi encomiastici di Giorgio di Pisidia per il regno di Eraclio, la vita di S. Massimo Confessore per il suo excursus sul monotelismo, e per il periodo che va dall'ultima metà del settimo secolo alla prima metà dell'ottavo una cronaca perduta del patrizio Traiano. Per il regno di Costantino VI si potrebbe essere basato su una monografia e una cronaca andate perdute. Per le guerre contro gli Arabi Teofane usò come fonte una cronaca siriaca del tardo VIII secolo, anch'essa perduta; Teofane potrebbe essere venuto a conoscenza di questa cronaca siriaca grazie all'arrivo a Costantinopoli (813) di monaci siriaci portanti con sé la cronaca e fuggiti dai territori arabi perché perseguitati. Secondo Mango, sarebbe stato Sincello l'autore della Cronaca di Teofane e avrebbe letto la cronaca siriaca in Palestina dove risiedette per un certo periodo.
La Cronaca di Teofane venne tradotta in latino dal monaco Anastasio nella seconda metà del IX secolo mentre nel 1957 uscì una traduzione in tedesco del periodo 717-813. Nel XXI secolo uscì anche una versione in inglese dell'opera per quanto riguarda il periodo 602-813, curata da Harry Turtledove.

## Culto
È considerato santo sia dagli ortodossi, che lo festeggiano il 25 marzo, sia dai cattolici, che lo festeggiano il 12 marzo:
(Martirologio Romano)